# Игуман Игњатије (Мијовић)
Игуман Игњатије (световно Мијовић, Подгорица, 22. април 1979) је српски протосинђел и игуман Манастира Лавре Светог Симеона Мироточивог у Подгорици.

## Биографија
Мијовић је рођен 22. априла 1979. године у Подгорици, где је завршио основну и електротехничку школу.
Студирао је на Академији за умјетност и конзервацију при Бословском факултету Српске православне цркве у Београду. Замонашен је 2. јануара 2008. године у манастиру Стањевићи, од митрополита црногорско-приморскога Амфилохија (Радовића), добивши монашко име Игњатије.
Рукоположен је у чин јерођакона 3. маја 2012. године у манастиру Острог, а за јеромонаха на Његушима 6. маја 2012. године од митрополита Амфилохија.
Благословом митрополита Амфилохија постављен је 21. фебруара 2015. године за игумана Манастира Лавра Светог Симеона Мироточивог у Старој вароши у Подгорици.